# Nations Cup 2001
Nations Cup 2001 var en lagtävling i snooker som, liksom föregående år spelades i Hexagon Theatre i Reading, England, den 13 - 21 januari. Till detta år hade man valt att utöka antalet deltagande länder från fem till åtta, för att ge spelare som Marco Fu, James Wattana och Tony Drago chansen att delta. Samtidigt minskade man antalet spelare per lag från fyra till tre, och delade in lagen i två grupper. 
Antalet frames i varje match minskades ytterligare från föregående år, nu spelades sju frames i varje match: Spelarna i laget spelade två frames var, och dessutom spelades en dubbelmatch. Oavgjorda matcher kunde alltså inte längre förekomma, och när ett lag först nådde fyra frames, spelades inte eventuella kvarvarande frames. I semifinalerna spelade man bäst-av-9 frames, och i finalen bäst-av-11.
Tävlingen vanns av Skottland, som slog Irland i finalen med 6-2. Skottland hade för övrigt samma lag som vann World Cup fem år tidigare: Stephen Hendry, John Higgins och Alan McManus.

## Deltagande lag
| Grupp A                                    |                                 |                                          |                                      |
| England                                    | Kina inkl Hongkong              | Irland                                   | Nordirland                           |
| Anthony Hamilton1 John Parrott Stephen Lee | Hasimu Tuerxun Marco Fu Hai Lin | Ken Doherty Michael Judge Fergal O'Brien | Joe Swail Gerard Greene Terry Murphy |

1) Ronnie O'Sullivan skulle ha deltagit för England men fick lämna återbud p.g.a. ryggproblem och ersattes av Anthony Hamilton.
| Grupp B                                  |                                            |                                                     |                                |
| Skottland                                | Wales                                      | Thailand                                            | Malta                          |
| Stephen Hendry Alan McManus John Higgins | Matthew Stevens Mark Williams Dominic Dale | James Wattana Noppadom Noppachorn Phaithoon Phonbun | Tony Drago Joe Grech Alex Borg |

## Resultat

### Gruppspel
| Grupp A    |       |            |
| England    | 4 - 1 | Kina       |
| Nordirland | 4 - 3 | Irland     |
| Irland     | 4 - 3 | England    |
| Kina       | 4 - 3 | Nordirland |
| Irland     | 4 - 3 | Kina       |
| Nordirland | 4 - 2 | England    |

|            | vunna | förlorade | frames  |
| Nordirland | 2     | 1         | 11 - 9  |
| Irland     | 2     | 1         | 11 - 10 |
| England    | 1     | 2         | 9 - 9   |
| Kina       | 1     | 2         | 8 - 11  |

| Grupp B   |       |           |
| Skottland | 4 - 2 | Malta     |
| Wales     | 4 - 1 | Thailand  |
| Thailand  | 4 - 1 | Malta     |
| Wales     | 4 - 2 | Skottland |
| Wales     | 4 - 0 | Malta     |
| Skottland | 4 - 0 | Thailand  |

|           | vunna | förlorade | frames |
| Wales     | 3     | 0         | 12 - 3 |
| Skottland | 2     | 1         | 10 - 6 |
| Thailand  | 1     | 2         | 5 - 9  |
| Malta     | 0     | 3         | 3 - 12 |

### Semifinaler
| Irland    | 5 - 1 | Wales      |
| Skottland | 5 - 0 | Nordirland |

### Final
| Skottland                    | 6 - 2    | Irland                      |
| Stephen Hendry               | 105 - 17 | Ken Doherty                 |
| Alan McManus                 | 81 - 56  | Fergal O'Brien              |
| John Higgins                 | 16 - 85  | Michael Judge               |
| Stephen Hendry/ John Higgins | 37 - 73  | Ken Doherty/ Fergal O'Brien |
| Alan McManus                 | 44 - 11  | Ken Doherty                 |
| John Higgins                 | 58 - 47  | Fergal O'Brien              |
| Stephen Hendry               | 87 - 0   | Michael Judge               |
| John Higgins                 | 67 - 26  | Ken Doherty                 |